# Biscutella mollis
Biscutella mollis är en korsblommig växtart som beskrevs av Jean Loiseleur-Deslongchamps. Biscutella mollis ingår i släktet Biscutella och familjen korsblommiga växter. Inga underarter finns listade i Catalogue of Life.